# Verbascum pentelicum
Verbascum pentelicum är en flenörtsväxtart som beskrevs av Svante Samuel Murbeck. Verbascum pentelicum ingår i släktet kungsljus, och familjen flenörtsväxter. Inga underarter finns listade i Catalogue of Life.